# Wellington City Libraries

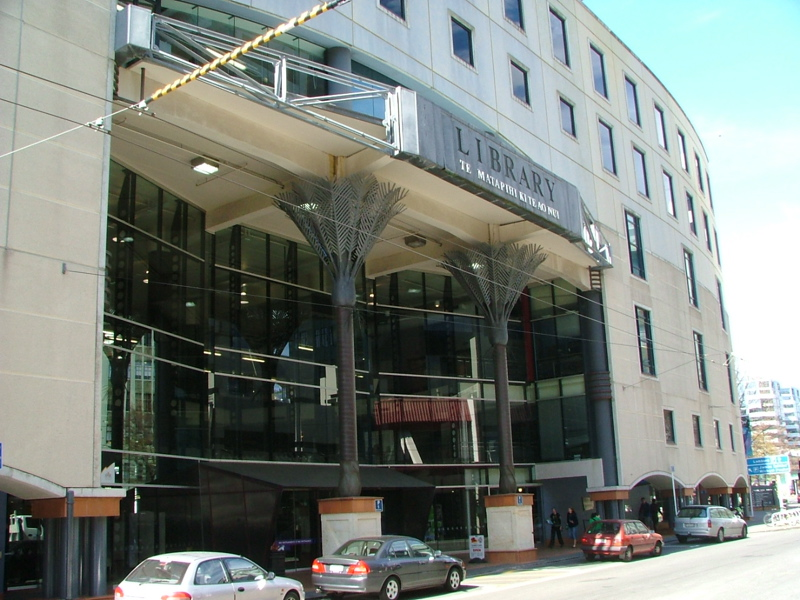
A Biblioteca Central de Wellington, a maior das 12 bibliotecas do complexo

Wellington City Libraries é um complexo bibliotecário da cidade de Wellington, Nova Zelândia. Faz parte do complexo 12 bibliotecas espalhadas pela cidade, incluindo a Biblioteca Central de Wellington. O complexo bibliotecário conta com mais de 600.000 livros, 450.000 revistas e 85.000 mídias (CDs, DVDs, VHSs, entre outros). O complexo foi fundado em 1893.